# Großsteingräber bei Steinfeld (Bismark)
Die Großsteingräber bei Steinfeld waren eine Gruppe von mehreren megalithischen Grabanlagen der jungsteinzeitlichen Tiefstichkeramikkultur bei Steinfeld (Altmark), einem Ortsteil von Bismark (Altmark) im Landkreis Stendal, Sachsen-Anhalt. Die meisten Gräber wurden im 18. und 19. Jahrhundert zerstört. Heute existiert nur noch eines.

## Lage
Das erhaltene Grab befindet sich am nördlichen Ortsrand, etwa 250 m nördlich der Steinfelder Kirche. Das zerstörte Grab KS 16 lag wenige hundert Meter westlich oder südwestlich hiervon auf einer natürlichen Anhöhe nahe der ehemaligen Windmühle. Grab KS 18 lag am Weg nach Schinne.
3,2 km nordwestlich der erhaltenen Anlage liegt das Großsteingrab Kläden.

## Forschungsgeschichte

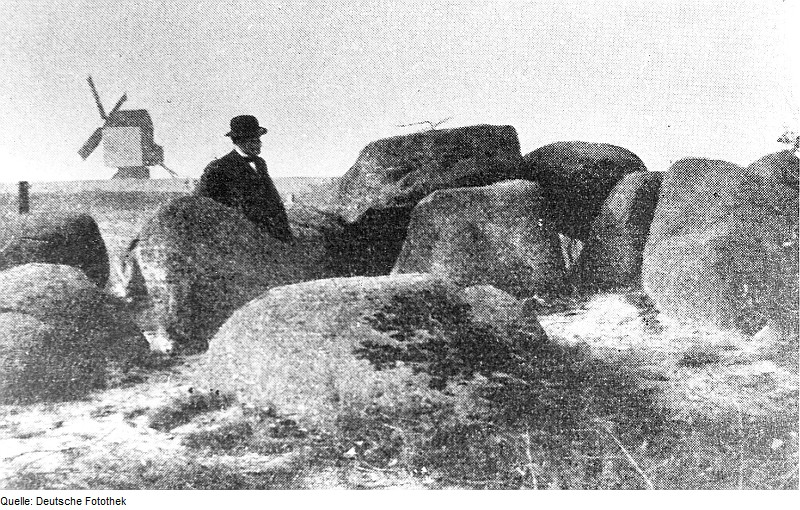
Das Großsteingrab Steinfeld (Foto von 1937)

Die Gräber wurden erstmals von Johann Christoph Bekmann in seiner 1751 erschienenen Historischen Beschreibung der Chur und Mark Brandenburg erwähnt. Bekmann lieferte zu drei größeren Anlagen genauere Beschreibungen und erwähnte zudem eine unbekannte Anzahl kleinerer Anlagen. 1843 erfolgte eine erste systematische Aufnahme aller Großsteingräber der Altmark durch Johann Friedrich Danneil. Dieser konnte feststellen, dass die drei großen von Bekmann beschriebenen Anlagen noch erhalten waren. Eduard Krause und Otto Schoetensack führten Anfang der 1890er Jahre eine erneute Aufnahme durch. Sie stellten dabei fest, dass nur noch ein Grab erhalten war. Die beiden anderen Gräber waren Mitte des 19. Jahrhunderts abgerissen und eines von ihnen teilweise für den Brückenbau verwendet worden. 2003–04 erfolgte eine weitere Aufnahme und Vermessung aller noch existierenden Großsteingräber der Altmark als Gemeinschaftsprojekt des Landesamts für Denkmalpflege und Archäologie Sachsen-Anhalt, des Johann-Friedrich-Danneil-Museums Salzwedel und des Vereins „Junge Archäologen der Altmark“. Seit September 2020 ist das erhaltene Grab eine Station des archäologischen Wanderwegs „Hünengräber-Rundweg Bismark“.
Für die Gräber existieren unterschiedliche Nummerierungen. Für die erhaltenen Gräber werden im Folgenden die Fundplatznummern verwendet, für die zerstörten die Nummer, mit der Krause und Schoetensack sie versahen.
| offizielle Nr. | Danneil (1843) | Krause/ Schoetensack (1893) | Beier (1991) | Anmerkungen |
| -------------- | -------------- | --------------------------- | ------------ | ----------- |
| Fpl. 1         | D 12           | KS 17                       | 3            | erhalten    |
| –              | D 11           | KS 16                       | 2            | zerstört    |
| –              | D 13           | KS 18                       | 4            | zerstört    |

## Beschreibung

### Das erhaltene Grab

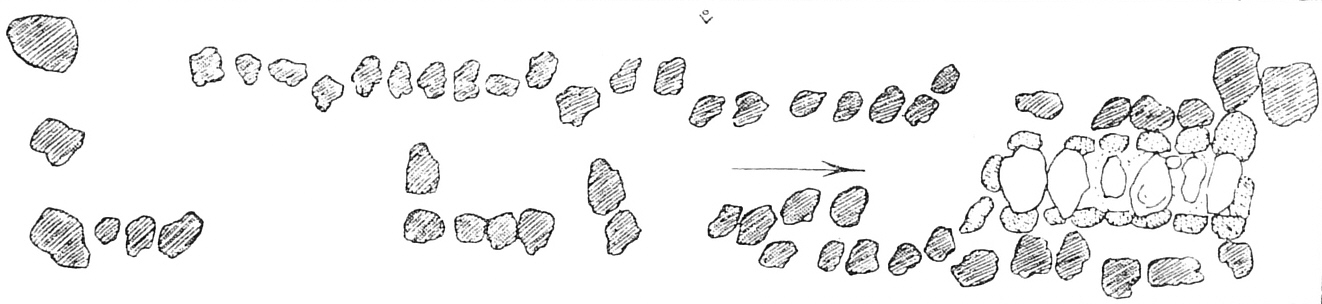
Grundriss des Grabes Steinfeld nach Krause/Schoetensack

Die noch existierende Anlage ist ein Großdolmen. Eine ursprüngliche Hügelschüttung ist vollständig verschwunden. Die Umfassung ist nordnordwest-südsüdöstlich orientiert und trapezförmig. Sie ist die längste noch erhaltene in Sachsen-Anhalt und 46,5 m lang und zwischen 4,8 m und 6,5 m breit. Von ursprünglich wohl 60 Umfassungssteinen haben sich 53 erhalten. Die Ecksteine an der Südseite stellen Wächtersteine dar. Sie messen 2,3 m × 1,6 m × 0,8 m bzw. 2,5 m × 1,8 m × 0,6 m. Der südwestliche Wächterstein weist eine Anzahl an Rillen auf, die zum Teil natürlichen Ursprungs sein könnten, auf jeden Fall aber künstlich vertieft und in vielen Fällen auch vollständig künstlich angelegt wurden.
Die Grabkammer ist nordnordwest-südsüdöstlich orientiert und befindet sich im nördlichen Teil der Umfassung. Alle 17 Wandsteine und sechs Decksteine haben sich erhalten, die meisten Decksteine sind allerdings eingesunken. Der größte Deckstein misst 2,2 m × 1,6 m × 0,6 m. Der einzige noch aufliegende Deckstein hat die Maße 2,0 m × 1,5 m × 0,6 m. Die Kammer ist rechteckig. Sie besitzt die Innenmaße 8,5 m × 2,0 m und hat eine Höhe von 1,0 m.

### Zerstörte Gräber

#### Grab KS 16
Dieses Grab war bei Danneils Aufnahme noch vollständig erhalten. Es besaß ein nord-südlich orientiertes rechteckiges Hünenbett mit einer Länge von 47 m und einer Breite von 7,8 m. Die Umfassung bestand aus 40 Steinen an den Lang- und zehn an den Schmalseiten. Die Grabkammer befand sich am Nordende des Betts und bestand aus zwölf Steinen. Genauere Angaben fehlen, somit lässt sich der genaue Grabtyp nicht mehr sicher bestimmen. Bei Krauses und Schoetensacks Aufnahme waren bereits alle Steine entfernt worden. Sie konnten aber noch einen Hügel mit einer Länge von 53 m und einer Breite von 15 m ausmachen, auf dessen Oberfläche sie noch einige unverzierte Keramikscherben fanden.

#### Grab KS 18
Zu diesem Grab liegen nur wenige Informationen vor. Danneil hat dieses Grab nicht selbst besucht und somit auch nicht beschrieben. Er erwähnt lediglich, dass es um 1843 ebenfalls noch vollständig erhalten war. Laut Bekmann handelte es sich um eine große Anlage „aus dreien Grabaltären“. Vermutlich war damit gemeint, dass die Grabkammer drei Decksteine besessen hatte. Es dürfte sich somit um einen Großdolmen oder um ein Ganggrab gehandelt haben. Nach Krauses und Schoetensacks Erkundigungen hatte das Grab aus ungewöhnlich großen Steinen bestanden, die wegen ihrer Länge 1853 zum Brückenbau verwendet worden waren.

#### Weitere Gräber
Bekmann erwähnt zudem mehrere weitere Gräber unbekannter Zahl, die in der Nähe der drei anderen Anlagen gelegen haben. Sie waren kleiner und bestanden aus 17–20 Steinen. Diese Gräber werden von Danneil nicht erwähnt und scheinen bei seiner Aufnahme bereits zerstört gewesen zu sein.

## Das Großsteingrab Steinfeld in Sagen und Brauchtum
Das Großsteingrab Steinfeld hat Einzug in die altmärkische Sagenwelt gefunden. So berichtet eine Sage von zwei Riesen, die in Steinfeld und Kläden wohnten. Sie verstanden sich gut und nutzten einen gemeinsamen Backofen in Kläden (vielleicht war hiermit eines der dortigen Großsteingräber gemeint). Der Riese aus Kläden war für das Heizen des Ofens verantwortlich. Sobald der Ofen heiß genug war, schlug er gegen seinen Backtrog und der Riese aus Steinfeld machte sich mit seinem Teig auf den Weg. Eines Tages aber setzte sich eine Fliege auf den Backtrog des klädener Riesen und wurde von ihm erschlagen. Der Schlag war bis nach Steinfeld zu hören. Der dortige Riese hatte seinen Teig noch nicht fertig und dachte, er müsse sich nun besonders beeilen. Als er schließlich in Kläden ankam, hatte sein Freund seinen Teig noch gar nicht angerührt und auch den Ofen noch nicht geheizt. Der Riese aus Steinfeld dachte nun, er wäre hereingelegt worden und begann, den Riesen aus Kläden zu beschimpfen. Dieser wollte sich dafür rächen und nach einer Verfolgungsjagd zurück nach Steinfeld begannen die beiden, sich mit Steinen zu bewerfen. Von diesem Ereignis soll das Grab stammen.
Eine andere Variante dieser Sage berichtet von den beiden Riesen Steinfeld und Schönfeld. Diese hatten ihren gemeinsamen Ofen in Steinfeld. Als Steinfeld einmal verschlief, wurde Schönfeld wütend und die beiden begannen, sich mit Steinen zu bewerfen. Einer der Steine tötete den Riesen Schönfeld und dort, wo er liegen blieb, steht heute das gleichnamige Dorf.
Der noch aufliegende Deckstein des Grabs soll beim Dagegenklopfen mit einem kleinen Stein einen höheren Ton abgeben als die anderen Wand- und Decksteine. Er wird daher „Klingstein“ genannt. Nach ihm ist der seit 2009 jährlich im Mai in Steinfeld stattfindende Klingsteinlauf benannt.